# Hāna Highway
A Hāna Highway é um trecho de 109 km das Hawaii State Routes 36 e 360, que liga Kahului a Hāna, a este de Maui. A este, depois da ponte Kalepa, a Hana Highway continua em direção a Kīpahulu como Route 31 (Piilani Highway), a primeira seção que é considerada oficiosamente parte de Hāna Highway. Embora Hāna esteja apenas a 84 km de Kahului, leva-se 2 horas e meia a conduzir-la sem paragens, visto a estrada ser muito sinuosa e estreita, passando por 59 pontes, das quais 46 de apenas uma faixa. Existem aproximadamente 620 curvas ao longo da Route 360, apenas entre Kahului e Hāna, que passa praticamente em toda a sua extensão por exuberantes florestas tropicais. A maioria das pontes de betão e aço datam de 1910 e todas elas, há exceção de uma, se mantêm em serviço. Essa ponte, bastante danificada pela erosão, foi substituída por uma estrutura paralela, uma ponte portátil ACROW de aço, montada pelo Corpo de Engenheiros do Exército dos Estados Unidos da América.
A Agosto de 2000, foi designada como o "Trail Legado Hana Milênio" pelo presidente Bill Clinton, com a trilha para início em Paia. A estrada de Hana é listado no Registro Nacional de Locais Históricos.
Turismo
Wailua Falls, uma das muitas cachoeiras ao longo do percurso
Vista ao longo da estrada costeira
A estrada de Hana é uma atração turística popular em Maui. Guias, muitas vezes dedicar grandes seções de viajar a estrada que leva para o lado oriental de Maui e documentar as muitas cachoeiras e atrações que podem ser encontrados ao longo do caminho. Algumas dessas atrações se encontram dentro ou através de propriedade privada e, muitas vezes, não têm de "invadir" sinais afixados sinais ou mesmo alegando que a atração não existe. Todas as praias no Hawaii são públicos. Algum documento guias do "keep out" áreas e formas do passado cercas de arame farpado e portões fechados para alcançar as atracções.
No final da Rodovia Hana (Hana realmente passado no sentido horário em torno de Maui do leste) é a Gulch Oheo, também conhecido como os "Sete Piscinas Sagradas". Esta série de cachoeiras e piscinas está localizado dentro do Parque Nacional de Haleakala.
Ocasionalmente, a estrada de terra do passado Route 31 é fechada ao trânsito devido a deslizamentos de terra. A maioria dos principais contratos de aluguel de automóveis proíbem a condução desta seção.
Ramais Scenic abundam, incluindo uma para Wailua Falls, perto da Sete Piscinas Sagradas em Oheo.